# Platanthera peichatieniana
Platanthera peichatieniana är en orkidéart som beskrevs av Shao Shun Ying. Platanthera peichatieniana ingår i släktet nattvioler, och familjen orkidéer. Inga underarter finns listade i Catalogue of Life.